# Olympische Sommerspiele 1996/Leichtathletik – 1500 m (Männer)

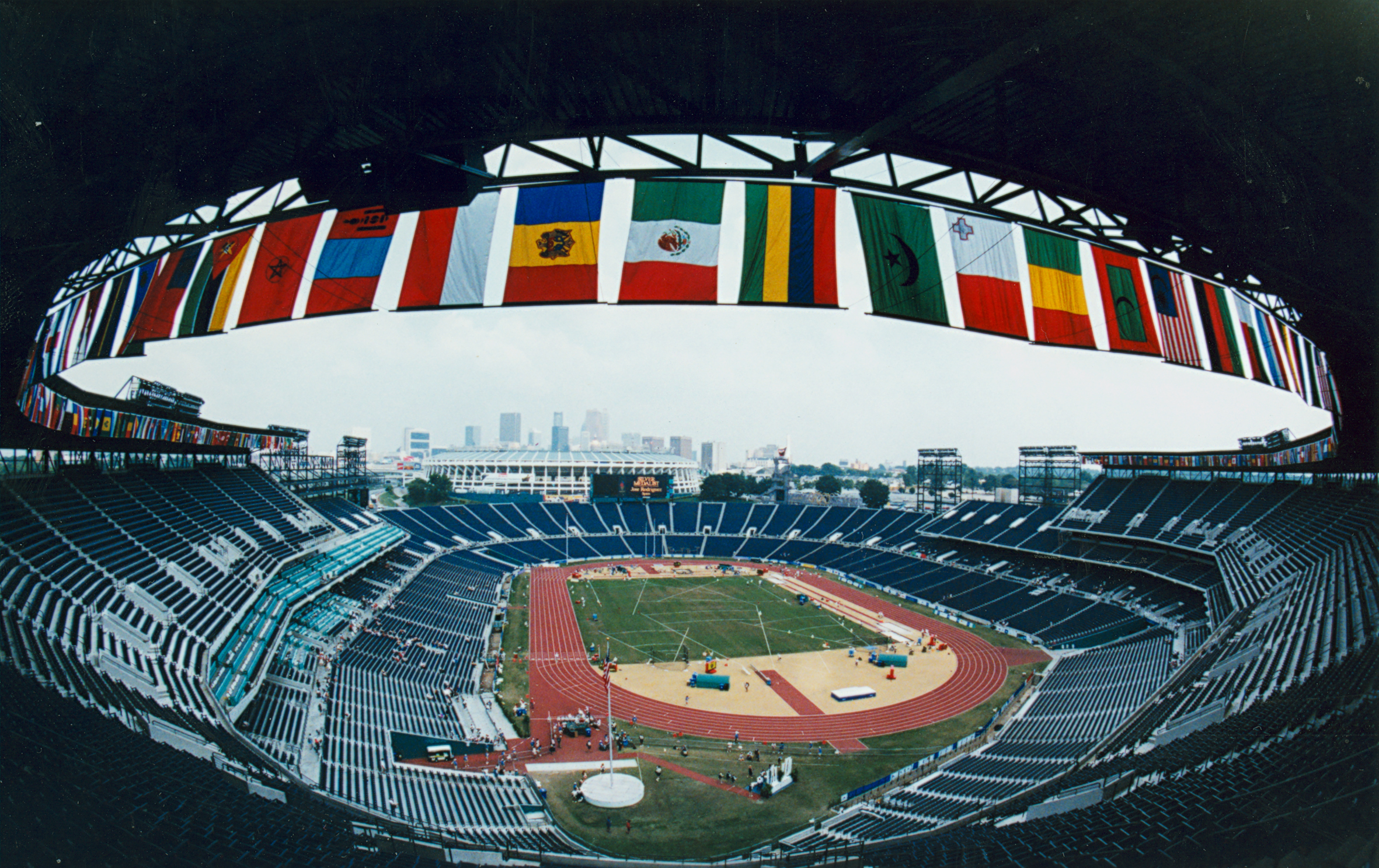
Das Centennial Olympic Stadium von Atlanta im Jahr 1996

Der 1500-Meter-Lauf der Männer bei den Olympischen Spielen 1996 in Atlanta wurde am 29. Juli sowie am 1. und 3. August 1996 im Centennial Olympic Stadium ausgetragen. 57 Athleten nahmen teil.
Olympiasieger wurde der Algerier Noureddine Morceli. Er gewann vor dem Spanier Fermín Cacho und dem Kenianer Stephen Kipkorir.
Deutscher Teilnehmer war Michael Gottschalk. Er schied im Vorlauf aus, ebenso wie der Schweizer Peter Philipp sowie die Österreicher Thomas Ebner und Werner Edler-Muhr.
Athleten aus Liechtenstein nahmen nicht teil.

## Aktuelle Titelträger
| Olympiasieger 1992                      | Fermín Cacho ( Spanien)        | 3:40,12 min | Barcelona 1992       |
| Weltmeister 1995                        | Noureddine Morceli ( Algerien) | 3:33,73 min | Göteborg 1995        |
| Europameister 1994                      | Fermín Cacho ( Spanien)        | 3:35,27 min | Helsinki 1994        |
| Panamerikanischer Meister 1995          | Joaquim Cruz ( Brasilien)      | 3:40,26 min | Mar del Plata 1995   |
| Zentralamerika und Karibik-Meister 1995 | José López ( Venezuela)        | 3:50,5 min  | Guatemala-Stadt 1995 |
| Südamerika-Meister 1995                 | Edgar de Oliveira ( Brasilien) | 3:40,79 min | Manaus 1995          |
| Asienmeister 1995                       | Mohamed Suleiman ( Katar)      | 3:41,42 min | Jakarta 1995         |
| Afrikameister 1996                      | Moses Kigen ( Kenia)           | 3:39,78 min | Yaoundé 1996         |
| Ozeanienmeister 1994                    | John Henwood ( Neuseeland)     | 3:51,71 min | Auckland 1994        |

## Bestehende Rekorde
| Weltrekord         | 3:27,37 min | Noureddine Morceli ( Algerien)  | Nizza, Frankreich          | 12. Juli 1995   |
| Olympischer Rekord | 3:32,53 min | Sebastian Coe ( Großbritannien) | Finale OS Los Angeles, USA | 11. August 1984 |

Der bestehende olympische Rekord wurde bei diesen Spielen nicht erreicht. Im schnellsten Rennen, dem ersten Halbfinale, verfehlte der spätere Olympiasieger Noureddine Morceli aus Algerien mit seinen 3:32,88 min den Rekord um 35 Hundertstelsekunden. Zu seinem eigenen Weltrekord fehlten ihm 5,51 Sekunden.
Anmerkung:
Alle Zeiten sind in Ortszeit Atlanta (UTC−5) angegeben.

## Vorrunde
29. Juli 19966
Die Sportler traten zu insgesamt fünf Vorläufen an. Für das Halbfinale qualifizierten sich pro Lauf die ersten vier Athleten. Darüber hinaus kamen die vier Zeitschnellsten, die sogenannten Lucky Loser, weiter. Die direkt qualifizierten Athleten sind hellblau, die Lucky Loser hellgrün unterlegt.

### Vorlauf 1
10:45 Uhr
| Platz | Name                   | Nation         | Zeit (min) |
| ----- | ---------------------- | -------------- | ---------- |
| 1     | Laban Rotich           | Kenia          | 3:35,88    |
| 2     | Marko Koers            | Niederlande    | 3:36,18    |
| 3     | Niall Bruton           | Irland         | 3:37,42    |
| 4     | Kevin McKay            | Großbritannien | 3:38,02    |
| 5     | Ovidiu Olteanu         | Rumänien       | 3:38,33    |
| 6     | Wjatscheslaw Schabunin | Russland       | 3:38,56    |
| 7     | Edgar de Oliveira      | Brasilien      | 3:40,70    |
| 8     | Steve Agar             | Dominica       | 3:43,02    |
| 9     | Brian Hyde             | USA            | 3:48,20    |
| 10    | Andrij Bulkowskyj      | Ukraine        | 3:53,30    |
| 11    | Tawai Keiruan          | Vanuatu        | 4:02,78    |

### Vorlauf 2

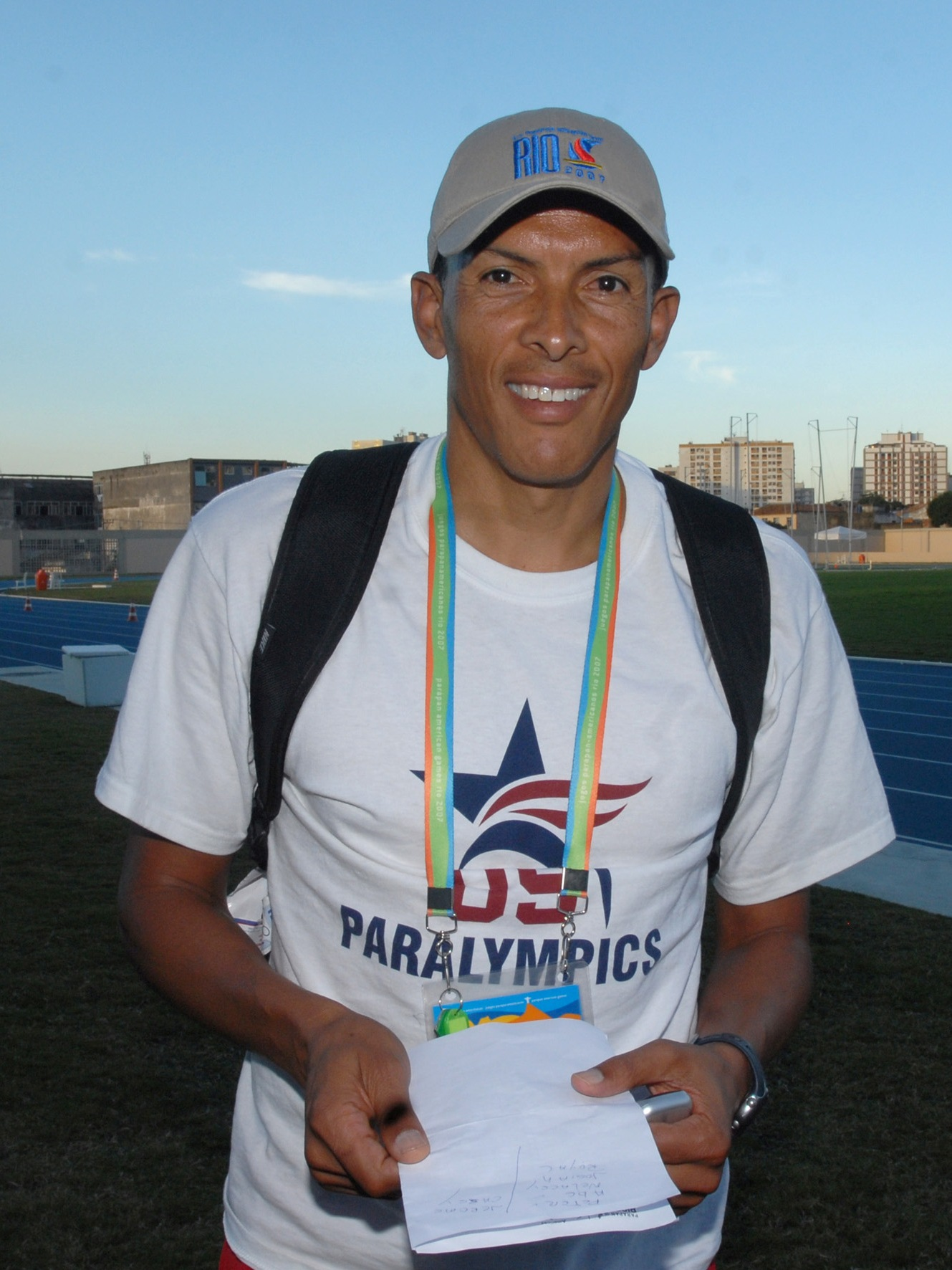
Joaquim Cruz (Foto: 2007) – ausgeschieden als Achter des zweiten Vorlaufs

10:55 Uhr
| Platz | Name               | Nation         | Zeit (min) |
| ----- | ------------------ | -------------- | ---------- |
| 1     | Noureddine Morceli | Algerien       | 3:41,95    |
| 2     | John Mayock        | Großbritannien | 3:42,31    |
| 3     | Abdi Bile          | Somalia        | 3:42,32    |
| 4     | Reyes Estévez      | Spanien        | 3:42,48    |
| 5     | Rachid El Basir    | Marokko        | 3:42,85    |
| 6     | Julius Achon       | Uganda         | 3:43,08    |
| 7     | Luís Jesus         | Portugal       | 3:44,65    |
| 8     | Joaquim Cruz       | Brasilien      | 3:45,32    |
| 9     | João N’Tyamba      | Angola         | 3:46,41    |
| 10    | Ali Ibrahim        | Dschibuti      | 3:46,62    |
| 11    | Michael Gottschalk | Deutschland    | 3:56,46    |

### Vorlauf 3
11:05 Uhr
| Platz | Name              | Nation     | Zeit (min) |
| ----- | ----------------- | ---------- | ---------- |
| 1     | Ali Hakimi        | Tunesien   | 3:36,58    |
| 2     | Stephen Kipkorir  | Kenia      | 3:36,70    |
| 3     | Balázs Tölgyesi   | Ungarn     | 3:36,71    |
| 4     | Driss Maazouzi    | Marokko    | 3:37,08    |
| 5     | Shane Healy       | Irland     | 3:37,28    |
| 6     | Branko Zorko      | Kroatien   | 3:37,35    |
| 7     | Mohamed Suleiman  | Katar      | 3:37,70    |
| 8     | Mickael Damian    | Frankreich | 3:39,21    |
| 9     | Jason Pyrah       | USA        | 3:39,91    |
| 10    | Antonio Travassos | Portugal   | 3:42,01    |
| 11    | Martin Johns      | Neuseeland | 3:44,91    |
| 12    | Hussain Riyaz     | Malediven  | 4:15,14    |

### Vorlauf 4
11:15 Uhr
| Platz | Name                  | Nation     | Zeit (min) |
| ----- | --------------------- | ---------- | ---------- |
| 1     | Hicham El Guerrouj    | Marokko    | 3:37,66    |
| 2     | William Tanui         | Kenia      | 3:37,72    |
| 3     | Abdelkader Chékhémani | Frankreich | 3:37,81    |
| 4     | Isaac Viciosa         | Spanien    | 3:37,93    |
| 5     | Luís Feiteira         | Portugal   | 3:38,09    |
| 6     | Marcus O’Sullivan     | Irland     | 3:38,16    |
| 7     | Peter Philipp         | Schweiz    | 3:41,60    |
| 8     | Werner Edler-Muhr     | Österreich | 3:45,02    |
| 9     | Alexis Sharangabo     | Ruanda     | 3:46,52    |
| 10    | Ali Mabrouk El Zaidi  | Libyen     | 3:51,49    |
| DNF   | Graham Hood           | Kanada     |            |

### Vorlauf 5
11:25 Uhr
| Platz | Name              | Nation         | Zeit (min) |
| ----- | ----------------- | -------------- | ---------- |
| 1     | Fermín Cacho      | Spanien        | 3:39,84    |
| 2     | Paul McMullen     | USA            | 3:39,94    |
| 3     | Christophe Impens | Belgien        | 3:40,16    |
| 4     | Anthony Whiteman  | Großbritannien | 3:40,74    |
| 5     | Andrei Loginow    | Russland       | 3:40,99    |
| 6     | Dieudonné Kwizéra | Burundi        | 3:41,45    |
| 7     | Ahmed Krama       | Algerien       | 3:42,09    |
| 8     | Bahadur Prasad    | Indien         | 3:46,16    |
| 9     | Éric Dubus        | Frankreich     | 3:47,01    |
| 10    | Thomas Ebner      | Österreich     | 3:48,38    |
| 11    | Paul Cleary       | Australien     | 3:52,85    |
| 12    | Selwyn Kole       | Salomonen      | 4:03,44    |

## Halbfinale
1. August 1996
Aus den beiden Halbfinals qualifizierten sich pro Lauf die ersten fünf Athleten für das Finale. Darüber hinaus kamen die zwei Zeitschnellsten, die sogenannten Lucky Loser, weiter. Die direkt qualifizierten Läufer sind hellblau, die Lucky Loser hellgrün unterlegt.

### Lauf 1
19:55 Uhr
| Platz | Name                  | Nation     | Zeit (min) |
| ----- | --------------------- | ---------- | ---------- |
| 1     | Noureddine Morceli    | Algerien   | 3:32,88    |
| 2     | Fermín Cacho          | Spanien    | 3:33,12    |
| 3     | Abdi Bile             | Somalia    | 3:33,30    |
| 4     | William Tanui         | Kenia      | 3:33,57    |
| 5     | Laban Rotich          | Kenia      | 3:33,73    |
| 6     | Driss Maazouzi        | Marokko    | 3:34,35    |
| 7     | John Mayock           | USA        | 3:34,55    |
| 8     | Abdelkader Chékhémani | Frankreich | 3:34,84    |
| 9     | Branko Zorko          | Kroatien   | 3:35,14    |
| 10    | Balázs Tölgyesi       | Ungarn     | 3:35,57    |
| 11    | Luís Feiteira         | Portugal   | 3:40,31    |
| 12    | Niall Bruton          | Irland     | 3:42,88    |

### Lauf 2

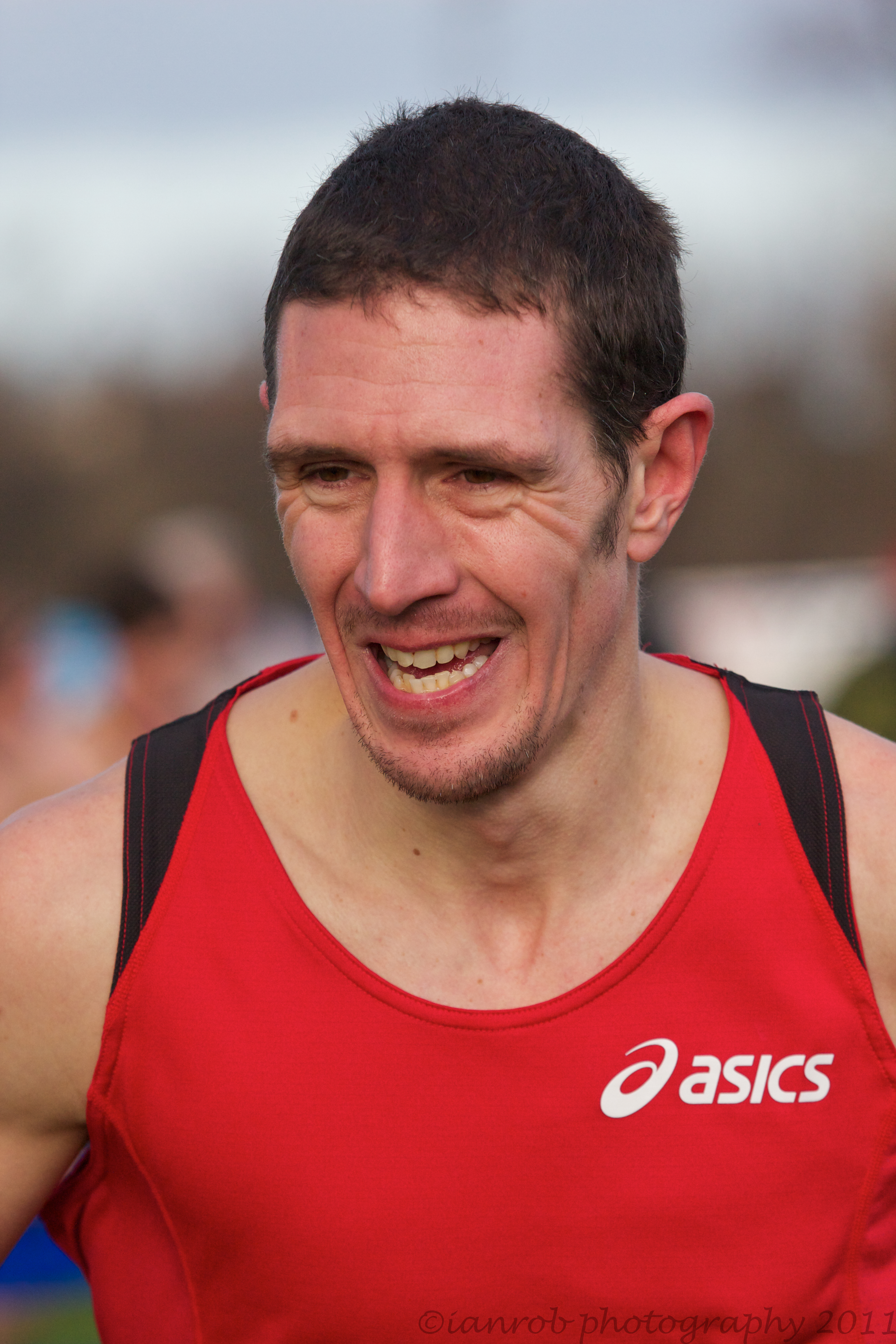
Anthony Whiteman (hier im Jahr 2012) – ausgeschieden als Siebter des zweiten Halbfinals
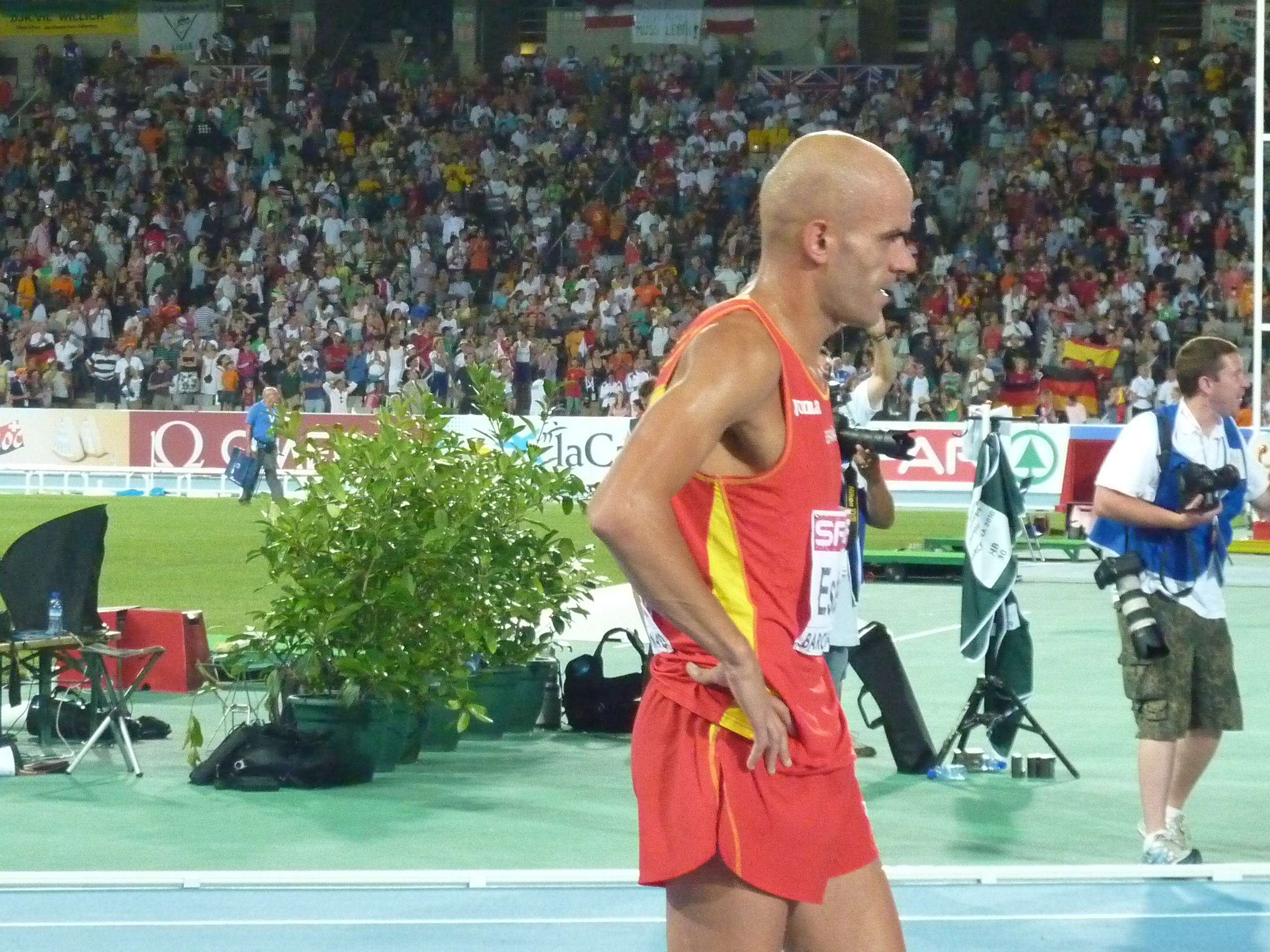
Reyes Estévez (Aufnahme: 2010) – ausgeschieden als Zehnter des zweiten Halbfinals

20:10 Uhr
| Platz | Name               | Nation         | Zeit (min) |
| ----- | ------------------ | -------------- | ---------- |
| 1     | Hicham El Guerrouj | Marokko        | 3:35,29    |
| 2     | Stephen Kipkorir   | Kenia          | 3:35,53    |
| 3     | Ali Hakimi         | Tunesien       | 3:35,91    |
| 4     | Mohamed Suleiman   | Katar          | 3:36,01    |
| 5     | Marko Koers        | Niederlande    | 3:36,06    |
| 6     | Isaac Viciosa      | Spanien        | 3:36,11    |
| 7     | Anthony Whiteman   | Großbritannien | 3:36,11    |
| 8     | Christophe Impens  | Belgien        | 3:37,64    |
| 9     | Paul McMullen      | USA            | 3:37,81    |
| 10    | Reyes Estévez      | Spanien        | 3:39,44    |
| 11    | Shane Healy        | Irland         | 3:39,81    |
| 12    | Kevin McKay        | Großbritannien | 3:43,61    |

## Finale
3. August 1996, 19:50 Uhr
| Platz | Name               | Nation         | Zeit (min) |
| ----- | ------------------ | -------------- | ---------- |
| 1     | Noureddine Morceli | Algerien       | 3:35,78    |
| 2     | Fermín Cacho       | Spanien        | 3:36,40    |
| 3     | Stephen Kipkorir   | Kenia          | 3:36,72    |
| 4     | Laban Rotich       | Kenia          | 3:37,39    |
| 5     | William Tanui      | Kenia          | 3:37,42    |
| 6     | Abdi Bile          | Somalia        | 3:38,03    |
| 7     | Marko Koers        | Niederlande    | 3:38,18    |
| 8     | Ali Hakimi         | Tunesien       | 3:38,19    |
| 9     | Mohamed Suleiman   | Katar          | 3:38,26    |
| 10    | Driss Maazouzi     | Marokko        | 3:39,65    |
| 11    | John Mayock        | Großbritannien | 3:40,18    |
| 12    | Hicham El Guerrouj | Marokko        | 3:40,75    |

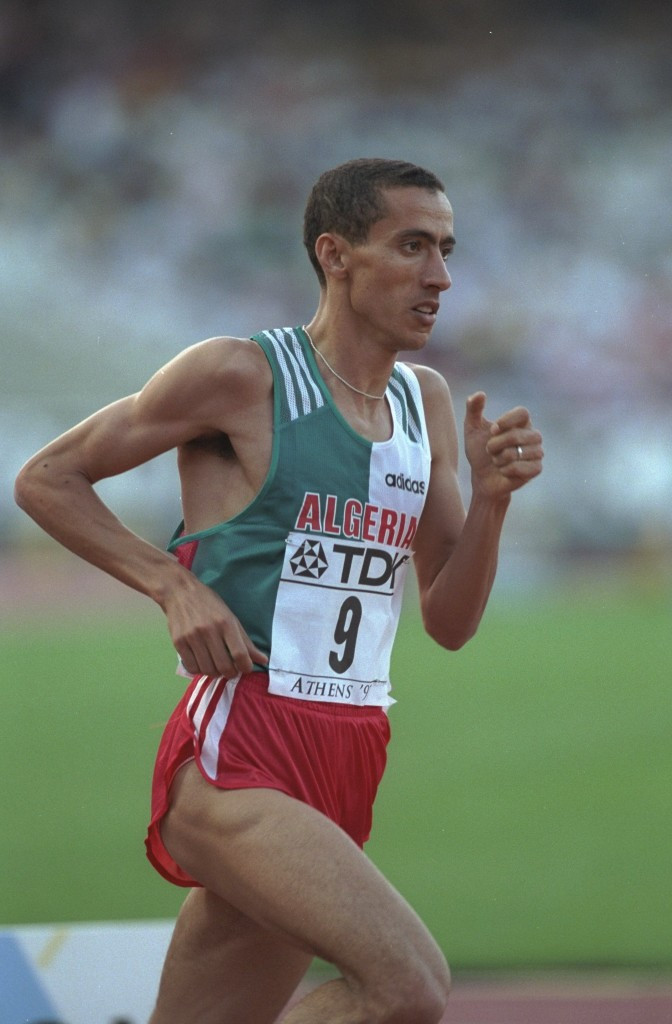
Nach seinem enttäuschenden Abschneiden bei den Spielen 1992 errang Noureddine Morceli nun die Goldmedaille

Für das Finale hatten sich alle drei Kenianer und zwei Marokkaner qualifiziert. Sie liefen gegen je einen Teilnehmer aus Algerien, Katar, den Niederlanden, Somalia, Spanien, Tunesien und Großbritannien.
Favorit war der amtierende Weltmeister und Weltrekordhalter Noureddine Morceli aus Algerien, der 1992 eine bittere Niederlage hatte einstecken müssen, als er ebenfalls klar favorisiert ins Rennen gegangen war und sich mit Platz sieben hatte zufriedengeben müssen. Seine härtesten Gegner hier waren der spanische Olympiasieger von 1992 in Barcelona Fermín Cacho und der Marokkaner Hicham El Guerrouj. Auch der Drittplatzierte von Barcelona, Mohamed Suleiman aus Katar, war im Finale dabei. Dieser hatte allerdings nicht mehr ganz das Leistungsniveau früherer Jahre. Ein weiterer Medaillenkandidat wäre Vénuste Niyongabo aus Burundi gewesen, der jedoch über 5000 Meter antrat und auf das Rennen über 1500 Meter verzichtete, weil das Finale am selben Tag ausgetragen wurde – eine aus seiner Sicht gute Entscheidung, denn er wurde 5000-Meter-Olympiasieger.
Im Finale wurde zunächst ein schleppendes Tempo vorgelegt, die Kenianer führten das Feld zwei Runden lang an. Die ersten 400 Meter wurden in 1:01,03 min, die zweiten in 1:00,60 min gelaufen. Bei 900 Metern übernahm Morceli die Spitze und forcierte nun das Tempo. Er wollte nicht mehr den Fehler machen wie vier Jahre zuvor und zu lange auf Abwarten laufen. So war er in Barcelona gegen spurtstarke Läufer untergegangen. Die dritte Runde wurde in 55,49 s zurückgelegt. Morceli lief das Rennen von vorne, Cacho und El Guerrouj folgten ihm, dahinter gab es schon eine Lücke. Kurz vor Beginn der letzten Runde kam El Guerrouj an zweiter Stelle liegend zu Fall. Er konnte sich zwar aufrappeln und das Rennen beenden, wurde jedoch Letzter. Cacho konnte einen eigenen Sturz vermeiden und den zweiten Platz halten, verlor jedoch nun den Kontakt zu dem entfesselt spurtenden Algerier. Der Spanier verkürzte den Abstand zwar noch ein wenig, konnte die Lücke aber nicht mehr schließen. Vor der Zielkurve war das Feld weit auseinandergezogen. Abdi Bile aus Somalia war Dritter, der Kenianer Stephen Kipkorir Vierter. So ging es auch auf die Zielgerade. Bile fiel auf den letzten hundert Metern noch um drei Plätze zurück. Bronze ging an den Kenianer Stephen Kipkorir, gefolgt von seinen Landsleuten Laban Rotich und William Tanui.
Noureddine Morceli war der erste algerische Olympiasieger über 1500 Meter.

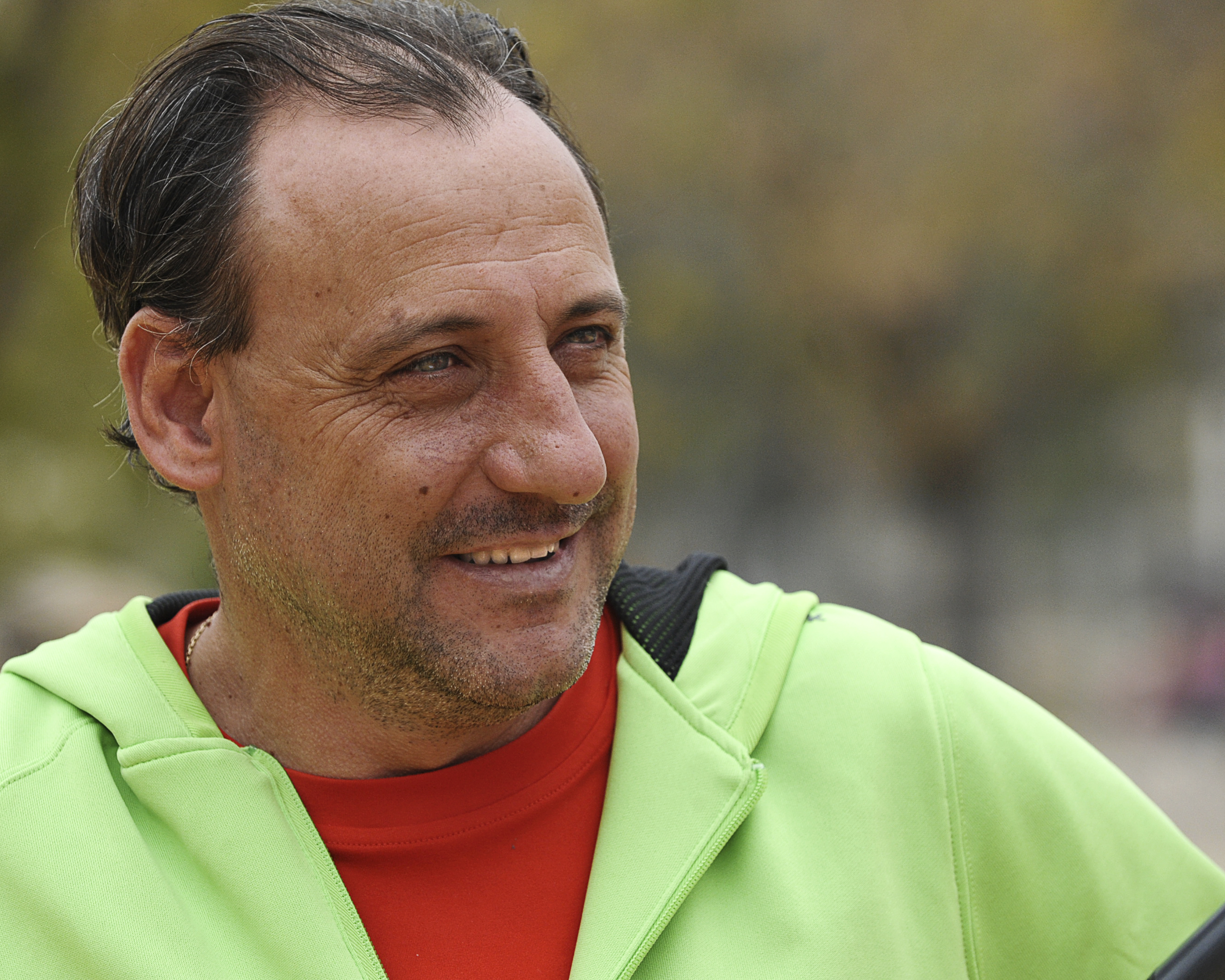
Für den Sieger von 1992 Fermín Cacho gab es diesmal Silber
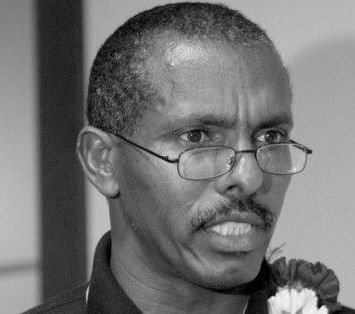
Abdi Bile (hier im Jahr 2019), Weltmeister von 1987, kam auf den sechsten Platz
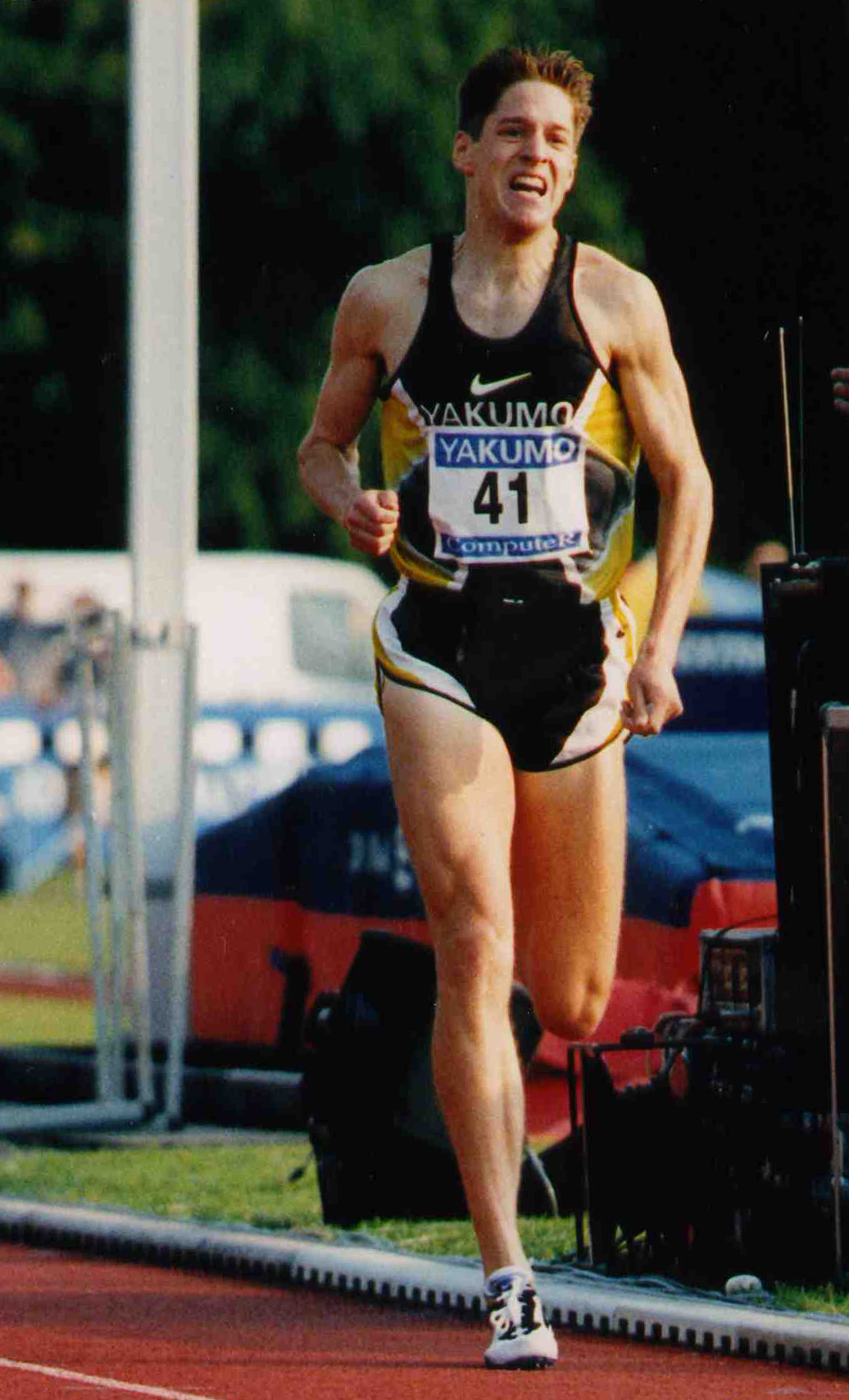
Rang sieben für Marko Koers
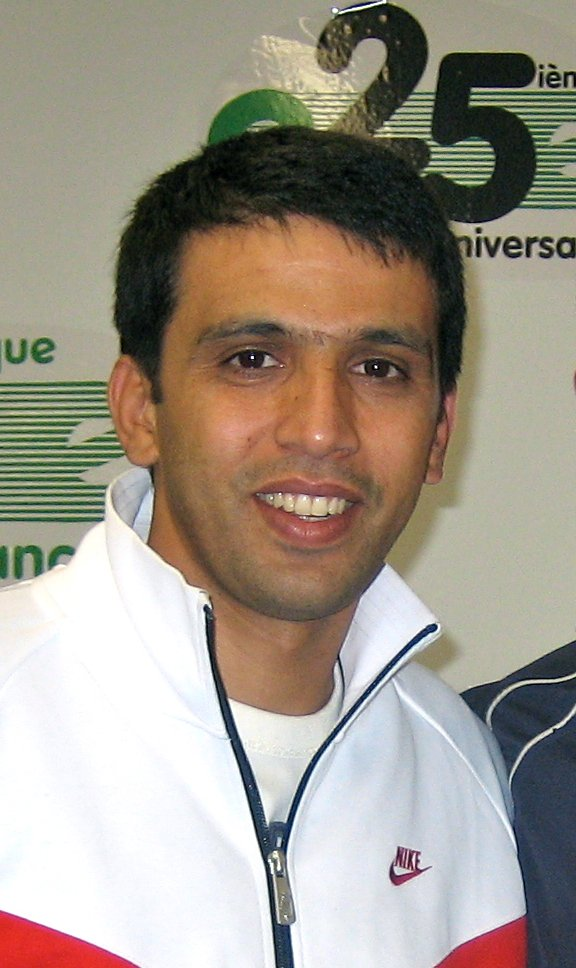
Mitfavorit Hicham El Guerrouj (Foto: 2010) stürzte und wurde Zwölfter unter zwölf Teilnehmern in diesem Finale

## Videolinks
- Men's 1500m - 1996 Olympics, youtube.com, abgerufen am 4. Januar 2022
- Men's 1500m Final Atlanta Olympics 1996, youtube.com, abgerufen am 26. Februar 2018